# Кивелюк Іван Васильович
Іва́н Кивелю́к (8 лютого 1866, с. Княжий Кут, нині частина м. Скалата — 1 березня 1922, Львів) — український правник, громадсько-політичний діяч. Посол Галицького сейму, делегат Української Національної Ради ЗУНР, голова товариства «Просвіта». Доктор права.

## Біографія
Народився 8 лютого 1866 року в селі Княжий Кут — нині частині міста Скалата (Тернопільського району Тернопільська область, Україна).
1885 року закінчив гімназію у Львові, 1893-го — навчання на правничому факультеті у Львівському університеті.
Працював суддею в Тернополі та містечках теперішньої Тернопільщини. Зокрема, 2 червня 1904 під час спорудження «Народного Дому» в Копичинцях закликав народ не виконувати наказ комісара поліції, який хотів завадити ході українців.
Був членом Крайового виділу. З 1908 року посол Галицького сейму.
1910 року обраний головуючим товариства «Просвіта» Львова, пришвидшує розвій міського товариства, крайового та на Лемківщині, Холмщині і Закарпатській Україні. Почали свою роботу сталі курси для неписьменних, утворювалися нові відділення й читальні, почалися постійні зустрічі-виступи значних освітян по повітах із лекційними матеріалами, влаштовувалися «бібліотеки мандрівні». Своїми коштами установив та стало виплачував п'ять стипендій для українців-студентів.
На початках Першої світової війни переїздить до Відня, працює в українській культурній раді. Не витримує чужини, восени 1915 року вернувся домів — в місто, що стало рідним — Львів. Працює в комітатах підтримки стражденних від війни.
У третій декаді вересня 1915 року під його проводом відбулося перше по звільненню Львова від російської окупації засідання головного відділу «Просвіти», відновилася видавнича діяльність. У лютому 1916 увійшов до складу виділу Львівського ставропігійського інституту, головою обраний Григорій Кузьма.
У жовтні 1918 року був учасником Конституанти у Львові, увійшов до Української Національної Ради (УНРади), делегований до УНРади ЗУНР. Входив до складу делегації (також Кость Левицький, о. Олександр Стефанович, Сидір Голубович, Лонгин Цегельський, Степан Баран) для перемовин 31 жовтня 1918 року з австрійським намісником Галичини генералом К. Гуйном щодо вимоги передати владу ЗУНР. Під час Листопадового чину був у політичному проводі. Заступник Президента УНРади ЗУНР Євгена Петрушевича (за його відсутности), при його відлученнях тримав кормигу керівництва УНРадою ЗУНР у своїх руках.
При відступі вояків ЗУНР залишився у Львові, був ув'язнений (двічі) прийшлою польською владою. По звільненню восени 1919 року до адвокатської праці не допущений. У вересні 1920 року заарештований у зв'язку з нападом на міністра Польщі Ґрабовского. В часі одного з ув'язнень 1 листопада 1921 року загальні збори товариства «Просвіта» заочно виголосили (переобрали) головою товариства.
Помер 1 березня (4 лютого) 1922 року внаслідок підірваного здоров'я під час кількох ув'язнень. Похований на Личаківському цвинтарі Львова, поле № 5.

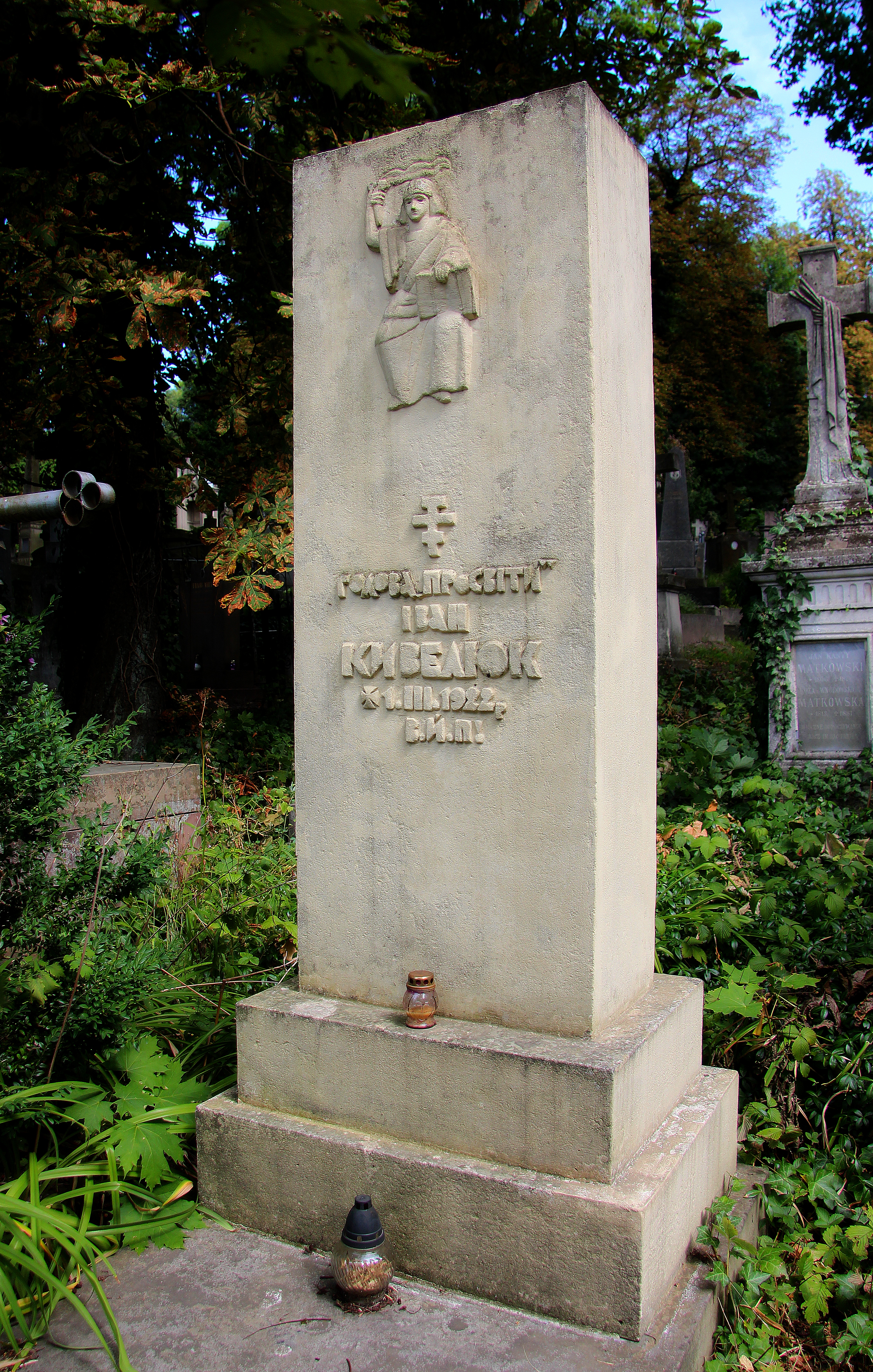